# Forest (Virginia)
Forest es un lugar designado por el censo situado en el condado de Bedford, Virginia  (Estados Unidos). Según el censo de 2010 tenía una población de 9.106 habitantes.

## Demografía
Según el censo del 2000, Monte tenía 8.006 habitantes, 3.172 viviendas, y 2.293 familias. La densidad de población era de 211,6 habitantes por km².
De las 3.172 viviendas en un 35,8%  vivían niños de menos de 18 años, en un 62,9%  vivían parejas casadas, en un 7,2% mujeres solteras, y en un 27,7% no eran unidades familiares. En el 24,5% de las viviendas  vivían personas solas el 5,8% de las cuales correspondía a personas de 65 años o más que vivían solas. El número medio de personas viviendo en cada vivienda era de 2,52 y el número medio de personas que vivían en cada familia era de 3,03.
Por edades la población se repartía de la siguiente manera: un 26,9% tenía menos de 18 años, un 6,1% entre 18 y 24, un 31,5% entre 25 y 44, un 26% de 45 a 60 y un 9,5% 65 años o más.
La edad media era de 38 años.  Por cada 100 mujeres de 18 o más años  había 92,6 hombres.
La renta media por vivienda era de 55.089$ y la renta media por familia de 67.055$. Los hombres tenían una renta media de 46.057$ mientras que las mujeres 30.720$. La renta per cápita de la población era de 25.735$. En torno al 2,9% de las familias y el 3,1% de la población estaban por debajo del umbral de pobreza.

## Localidades adyacentes
El siguiente diagrama muestra a las localidades más próximas a Forest.